# Patricia Görg
Patricia Görg (* 21. März 1960 in Frankfurt/Main) ist eine deutsche Schriftstellerin.

## Leben
Patricia Görg studierte Theaterwissenschaft, Soziologie und Psychologie in Berlin, wo sie heute als freie Schriftstellerin lebt. Neben Romanen verfasste sie Erzählungen, Essays und Hörspiele.
Görg erhielt u. a. folgende Auszeichnungen und Stipendien: 1989 ein Stipendium des Literarischen Colloquiums Berlin, 1994 ein Aufenthaltsstipendium des Künstlerhauses Schloss Wiepersdorf sowie 1999 das Telekom-Austria-Stipendium beim Ingeborg-Bachmann-Wettbewerb in Klagenfurt; 2000 wurde ihr Buch Glücksspagat von der Darmstädter Jury zum Buch des Monats gewählt. 2007 wurde sie mit einem Manuskriptauszug von Meier mit Y für den Alfred-Döblin-Preis nominiert, außerdem wurde das Buch 2009 für den Preis der Hamburger Guntram und Irene Rinke Stiftung nominiert. 2011 bekam sie ein einjähriges Stipendium der Rinke-Stiftung im Rahmen der TAGEWERK-Reihe. Ihr Handbuch der Erfolglosen (2012) wurde von der Darmstädter Jury zum Buch des Monats gewählt. 2013 erhält sie den Schubart-Literaturförderpreis.
Im Juni 2019 wurde ihr im Literaturhaus Hamburg der Italo-Svevo-Preis verliehen, aus der Jurybegründung: „Wahrnehmungsopulenz verbindet sich mit gedanklicher Tiefenschärfe, präzise Verknappungskunst mit einem feinen Sensorium für existentielle Komik.“

## Veröffentlichungen
- 2000 Glücksspagat. Berlin Verlag, Berlin, ISBN 3827003547.
- 2003 Meer der Ruhe. Berlin Verlag, Berlin, ISBN 3827004128.
- 2005 Tote Bekannte. Berliner Taschenbuch-Verlag, Berlin, ISBN 3833304022.
- 2008 Meier mit Y. Berlin Verlag, Berlin, ISBN 3827007798.
- 2012 Handbuch der Erfolglosen. Jahrgang zweitausendundelf. Berlin Verlag, Berlin, ISBN 978-3-8270-1082-7.
- 2013 Glas. Eine Kunst, Kometen der Anderen Bibliothek, Berlin 2013, ISBN 978-3-8477-3002-6.

## Hörspiele (Auswahl)
- 1988 Die Mitte der Welt – Glückssuche in Irland, Regie: Robert Matejka, RIAS.
- 1990 Ismaels Reise – Erkundung für eine Stimme, Regie: Annette Jainski, SWF.
- 1990 Ein Segel ragt in Joaos Tage, Regie: Hans Gerd Krogmann, SFB.
- 1992 Die Atlantonauten, Regie: Hermann Naber, SWF (Hörspiel des Monats September 1992).
- 1992 Ins Bockshorn, Regie: Hans Gerd Krogmann, SFB.
- 1992 Schneemann und Salz, Regie: Rüdiger Kremer, RB.
- 1992 Die Trabantin, Regie: Hermann Naber, SWF.
- 1993 Nachtigalls Bilder oder Der Kopfmagnet, Regie: Hans Gerd Krogmann, SFB/NDR.
- 1994 Zoo, Regie: Hans Gerd Krogmann, SWF/RB (Hörspielpreis der Akademie der Künste).
- 1995 Wie das Glück auf die Erde kam, Regie: Hans Gerd Krogmann, SWF.
- 1996 Chiffrenliebe – Eine Kaffekantate, Regie: Hans Gerd Krogmann, NDR.
- 1996 Lautloses Leben – Zwei Logbücher, Regie: Hermann Naber, SWF.
- 1997 Friedhofsruhe, Regie: Ulrich Lampen, SWF.
- 1998 Schwere Wolken. Unmögliches Interview mit Georges Simenon, Regie: Ulrich Lampen, SWF.
- 1998 Der Ritt auf dem Tetramorph, Regie: Hans Gerd Krogmann, SWR/BR/DLR (Hörspiel des Monats September 1998).
- 2000 Der Freudensprung. Unmögliches Interview mit Raymond Chandler (zusammen mit Rainhard Arendt), Regie: Hans Gerd Krogmann, SWR.
- 2001 Weg durchs Eis (unter Verwendung eines Textes von Werner Herzog), Regie: Wolfgang Rindfleisch, SWR.
- 2002 Die Hinrichtung des Timothy McVeigh, Regie: Hans Gerd Krogmann, SWR.
- 2009 Making Of Hermann – Eine Denkmalsschlacht, Regie: Iris Drögekamp, SWR.
- 2009 Vater, Mutter, Zuckerstreuer, Regie: Christiane Ohaus, DLR/RB/HR.
- 2013 Die Unkontaktierten, Regie: Hans Gerd Krogmann, D-Kultur.
- 2016 Es bleibt spannend – ein Wahlabend-Oratorium, Regie: Hans Gerd Krogmann, NDR.

## Audios
- Deutschlandfunk Essay und Diskurs vom 19. Mai 2024: Ausweichquartiere. Wohnen unter Wasser und im Weltraum
- Deutschlandfunk Essay und Diskurs vom 9. Februar 2025: Erkundungen in einem ideologischen Gelände. Höckes Heimstatt